# 福島市立土湯小学校
福島市立土湯小学校（ふくしましりつ つちゆ しょうがっこう）は、福島県福島市にあった公立小学校である。

## 概要
福島市南西部の土湯温泉町を学区とする。市内でも珍しく円形校舎を有する小学校だった。ホタルの生息地として有名な地域であったため、「ふくしまの自然環境こども博士事業」の取り組みに選定され、総合的な学習でホタルの生態を通じ地球環境の学習を行っていた。休校直前の全校児童は6人であり、うち4人が卒業生であった。

## 沿革
- 1874年 - 学校創立。後に学制改革などを経て信夫郡土湯村立土湯小学校となる。
- 1955年3月31日 - 土湯村が福島市に編入され、福島市立土湯小学校となる。
- 1960年 - 現在の円形校舎が竣工する。
- 2019年3月 - 児童数減少により休校となる[1]。
- 2020年3月 - 正式に廃校となり、福島市立荒井小学校に統合される。

## 教育方針
教育目標　

## 学校行事
| - 4月 - 5月 - 6月 | - 7月 - 8月 - 9月 | - 10月 - 11月 - 12月 | - 1月 - 2月 - 3月 |

## 通学区域
- 土湯温泉町地域
  - 土湯温泉町[2]

## 進学先中学校
- 福島市立西信中学校[3]

## 学区 / 校区内の主な施設
- 国道115号土湯バイパス
- 土湯温泉

## 交通
- JR福島駅より福島交通路線バス土湯温泉行乗車、土湯温泉入口下車、徒歩約3分。